# 乌马内斯
乌马内斯，是西班牙卡斯蒂利亚-拉曼恰瓜达拉哈拉省的一个市镇。总面积48平方公里，总人口1226人（2001年），人口密度26人/平方公里。